# Megalotocepheus himalayensis
Megalotocepheus himalayensis är en kvalsterart som beskrevs av Aoki 1965. Megalotocepheus himalayensis ingår i släktet Megalotocepheus och familjen Otocepheidae. Inga underarter finns listade i Catalogue of Life.